# 90717 Flanders
90717 Flanders este o planetă minoră (asteroid), cu un diametru de 3,187 km, din centura de asteroizi. A fost descoperită pe 2 august 1991 la Observatorul La Silla de Eric Walter Elst și a fost numită după Flandra. 
Obiectul prezintă o orbită caracterizată de o semiaxă mare de 2,5640667159385 UAi, o excentricitate de 0,09340557058942, o înclinație de 9,7715317886296 ° în raport cu ecliptica.